# دهنو (إقليد)
دهنو (بالفارسية: دهنو) هي قرية تقع في Sedeh District في إيران. يقدر عدد سكانها بـ 126 نسمة بحسب إحصاء 2016.